# رود الملو
الملو رودی در شمال‌غرب ایران است که به جنوب دریاچه ارومیه می‌ریزد. حوضه آبریز دریاچه ارومیه توسط مجموع ۶۰ رودخانه سیرآب می‌شود که ۲۱ رودخانه دایمی یا فصلی هستند و ۳۹تای آن‌ها دوره‌ای می‌باشند. از این میان زرینه رود، سیمینه رود و آجی چای (تلخه‌رود) ورودی‌های اصلی به دریاچه ارومیه می‌بودند.